# Fangzi
Fangzi, tidigare romaniserat Fangtze, är ett stadsdistrikt i Weifang i Shandong-provinsen i norra Kina.